# Noalhac
Noalhac – miejscowość i gmina we Francji, w regionie Oksytania, w departamencie Lozère.
Według danych na rok 1990 gminę zamieszkiwało 88 osób, a gęstość zaludnienia wynosiła 7 osób/km² (wśród 1545 gmin Langwedocji-Roussillon Noalhac plasuje się na 813. miejscu pod względem liczby ludności, natomiast pod względem powierzchni na miejscu 626.).